# Hofstetter Kurt

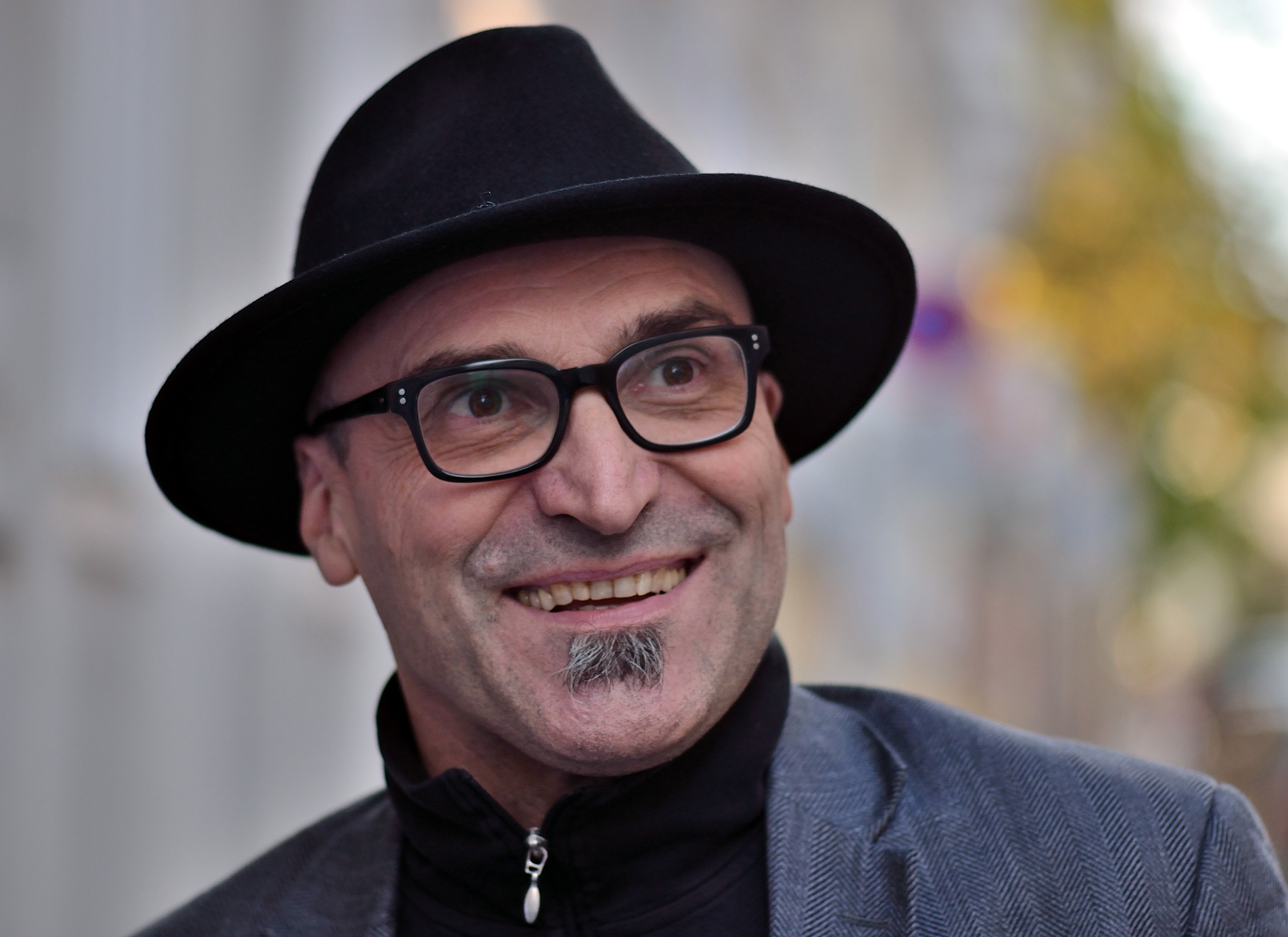
Hofstetter Kurt

Hofstetter Kurt, auch Kurt Hofstetter (* 16. Juli 1959 in Linz), ist österreichischer Künstler und Komponist. Er lebt und arbeitet in Wien.
Künstlerische Schwerpunkte: Konzepte, Computer-, Licht- und Internet-Arbeiten, Medienkunstinstallationen im öffentlichen Raum, akusmatische Musik- und Klangarbeiten, Experimentalvideos in Zusammenarbeit mit Barbara Doser (Parallel Media), Prints, Skulpturen, Irrationale Muster.
Seit 2002 veröffentlicht er wissenschaftliche Publikationen im Bereich der Geometrie.

## Leben und Werk
Die Konzentration auf das Studium der Musik der 1960er Jahre gemeinsam mit Gary Danner führte zum Interesse, Musik zu komponieren. 1976 entstand seine erste Kreislauf-Endlosschleifenkomposition für zwei Gitarren „Allee“. Parallel dazu begann seine Beschäftigung mit Abstraktion in der Kunst und seine Faszination für theoretische Mathematik, insbesondere im Umgang mit Unendlichkeiten – surreale Arbeiten (Zeichnungen, Collagen, …).
Das Studium der Mathematik an der philosophischen Fakultät der Universität Innsbruck in den Jahren 1978 bis 1984 initiierte seine künstlerische Auseinandersetzung mit Projektionen von theoretischen Objekten virtueller Räume (Mannigfaltigkeiten) in die Alltagsrealität und führte zu surrealen Fotokopien und Skulpturen (z. B. Ausstellung „Frontalkopien“, Innsbruck Cafe Filou 1983).
Sein autodidaktisches Studium elektronischer Programmiersprachen und Entwicklung von Software basierend auf öffentlichen Daten-Netzwerken (X.25 network) seit 1984 resultierte 1989 in der Entdeckung des künstlerischen „network multimediums: Hofstetter Pendel Uhrwerk“, das 1993 das Patent der Republik Österreich Patent Nr.: AT 396040 B erhielt. Seine parallel geführten Naturstudien mündeten 1986 in eine Diplomarbeit über ein Input-Outputmodell des Pflanzenwachstums.
Durch irrationale Verallgemeinerungen erkannte Hofstetter Kurt 1990 „Parallelität und Kreislauf“ sowie „Inplusion“ (!) – Explosion in Bezug zu Zeit, Licht, Raum und Alltagsleben als das zentrale Konzept seines künstlerischen Schaffens. Er entwickelt immer wieder eine eigene und originäre Basis um Neues und Unbekanntes zu erschließen.
Seit 1990 ist er freischaffender Künstler, seit 1991 betreibt er ein Atelier für Medienkunst in Wien.

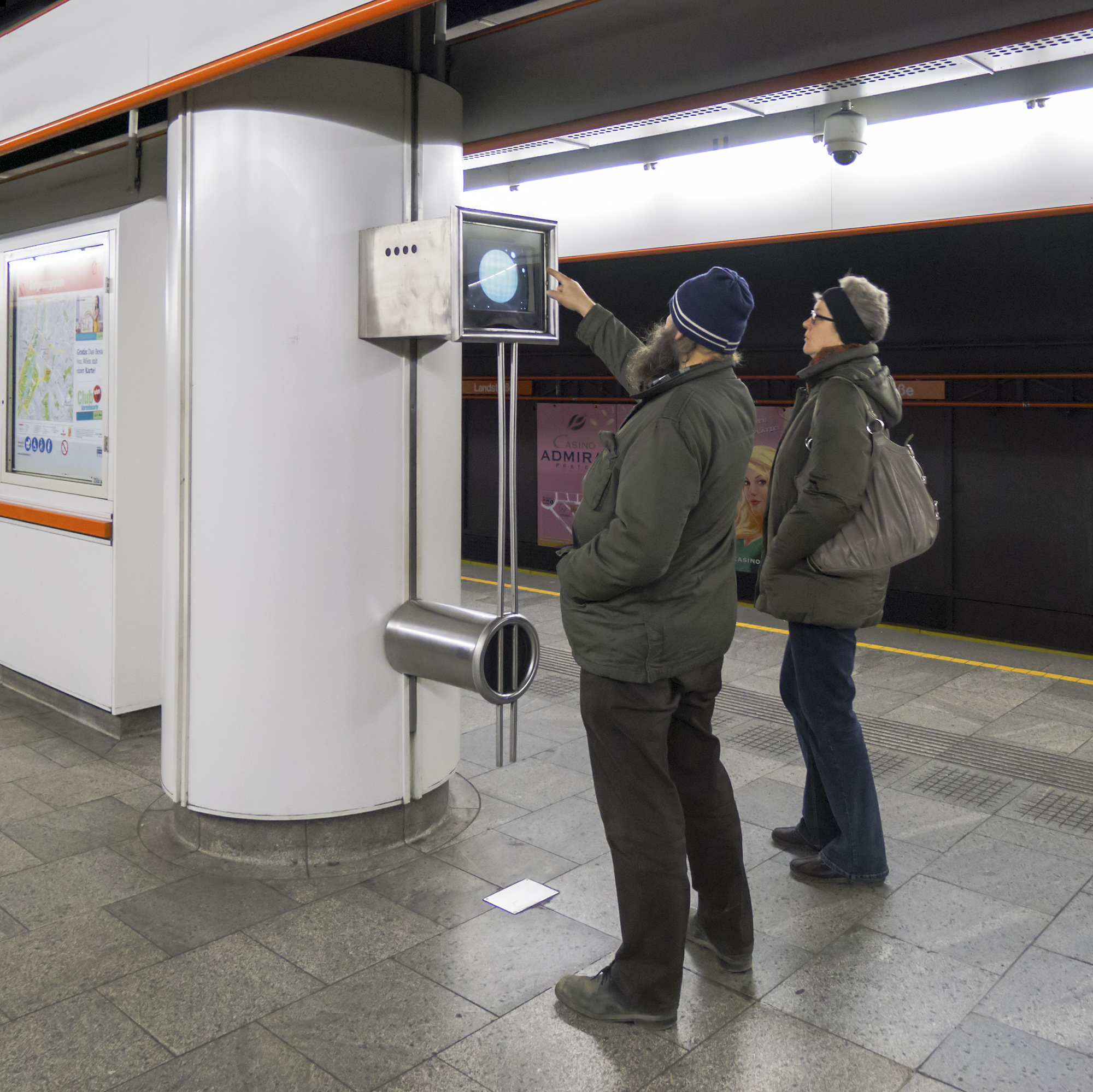
Planet der Pendler
mit den 3 Zeitmonden

Neben nationalen und internationalen Ausstellungen des „Hofstetter Pendel Uhrwerkes“ realisierte er 1992/93 die erste permanente Computerkunstinstallation im öffentlichen Raum „Planet der Pendler mit den 3 Zeitmonden“ am U- und S-Bahnhof Landstraße Wien-Mitte. 1994 folgte die zweite permanente Computerkunstinstallation „Einen Augenblick Zeit“ am Bahnhof Wien Süd. Diese beiden Arbeiten gelten als Pionierleistungen permanenter Computerkunst im öffentlichen Raum.
1994 nahm er am Telefonkonzert „Mreza/Netz“ teil und trug wesentlich zum Konzept und zur Musik bei.
Seit 1995 entwickelt Hofstetter Kurt auf elektronischem Weg Möbius-Sounds – das sind Klänge, die vorwärts und rückwärts abgespielt ident klingen, ein zeitliches Pendant zum räumlichen Möbius-Prinzip. Sie berücksichtigen im Unterschied zu musikalischen Palindromen wie Krebs, Krebskanon, Spiegelkanon etc. die Umkehr des zeitlichen Klangverlaufs. Die Ausschließlichkeit bzw. die Systematik des gleichzeitigen Vorwärts- und Rückwärtsabspielens von Klängen wird zur Kompositionsstrategie. Daraus entstehen eigenständige Musikwerke – wie z. B. die 4-sätzige Kantate: ZART una cantata moebius / 2008.
Möbiuskompositionen sind seit 1995 vor allem Bestandteil experimenteller abstrakter Kunstvideos, die in Zusammenarbeit mit Barbara Doser (seit 1997 unter Parallel Media) entstehen und die Verschränkung von Bewegtbildern und Klängen zu optoakustischen synästhetischen Einheiten fokussieren. Dabei werden Prinzipien potenzieller Unendlichkeit eingesetzt (Video-Feedback – Musterbildung durch das Prinzip der Rückkoppelung bei den Visuals, Prinzip Möbius bei der Musikkomposition), die den Rezipienten an die Grenzen der Wahrnehmung führen, um gleichzeitig Imaginationsfreiräume zu eröffnen. Videos und Videoinstallationen wurden auf internationalen Festivals für Film, Video, Neue Medien und Screenings in Museen und Galerien präsentiert.
Seine künstlerische Einbeziehung öffentlicher Datennetze – wie das X.25 network in den 1980er Jahren und das Internet in den 1990er Jahren – führte 1995 zum Projekt „moving moments“, das seit 1996 im www-residence server der Ars Electronica Linz zur Partizipation eingerichtet ist. Die gleichzeitige kontinuierliche Auseinandersetzung mit Parallelität und Kreislauf resultierte im weltumspannenden Projekt „Sunpendulum“, das seit 1997 realisiert wird. 2006 wurde Sunpendulum Inplusion, d. h. die Installation von zwölf Sunpendulum Time-Eyes in zwölf Zeitzonen rund um die Erde abgeschlossen.
Parallel zum Realisierungsprozess entwickelte er 1999 die Methode des „Xtense Imaging“ die live nie wiederkehrende Bewegtbilder generiert. Dabei arbeitet er mit Himmelsbildern – etwa 31536000 pro Jahr –, die online von den zwölf Sunpendulum Time-Eyes eingespielt werden. Durch ein Keyingverfahren wird ein digital geschaffenes statisches Bild mit dem Licht und dem Geschehen am Himmel regeneriert und gleichzeitig in enstatische Bewegung versetzt. Die Veränderung erfolgt permanent live und ist von unendlicher Variation – nicht zuletzt durch die Rotation der Erde bzw. des kontinuierlichen Kreislaufes von Tag parallel zur Nacht. Daraus entstehen seine Medienkunstarbeiten:
- Complementary Light Pendulum, Triennale New Delhi 2005[14]
- Twilight Pendulum, ZKM Karlsruhe 2006[15]
- Spacing Time, MAK-CAT Flakturm Wien 2007[16]
- Circum C, Biennale Sevilla 2008[17]
- Azzurro, collaterales Projekt Detournement, Biennale Venedig 2009[18]
- kissing moons, Galerie Konzett Wien 2010[19]
- fACING tIME, Technische Universität Wien 2011[20].

Die Realisierung von Sunpendulum Explosion, insbesondere die Planung der Sunpendulum Station Phi, führten zur künstlerischen Auseinandersetzung mit elementarer Geometrie. Seit 2002 entstehen einfachste Konstruktionen des Goldenen Schnitts mit Zirkel und Lineal oder mit Zirkel alleine, die als Neuerungen in wissenschaftlichen Peer-reviewed Journals publiziert wurden (siehe Wissenschaftliche Publikationen).
In der künstlerischen Umsetzung entstehen daraus Tafelbilder wie Phi struct tiling, 2003 und Skulpturen wie N.I.C. – nature is cool, 2003/2009.
2007 führten ihn seine Zirkelkonstruktionen auch zur Entdeckung der „Induktiven Rotation“ – einer rekursiven Methode zur Generierung von unendlichen, aperiodischen und asymmetrischen Mustern. Die iterative Anwendung einer einfachen Rekursionsregel auf ein einziges Teil, dem Prototeil, entwickelt bereits nach drei Iterationsschritten Bilder von enormer Komplexität, die bereits die menschliche Vorstellungskraft übersteigt. Die künstlerische Umsetzung erfolgt in Form von Druckwerken und Skulpturen bis hin zu skulpturalen Fassadenstrukturen von Gebäuden.

## Werke

### Permanente Installationen im öffentlichen Raum
- 2013, fACING tIME, Technische Universität Wien, Favoritenstraße 9–11 – Foyer, 1040 Wien[26]

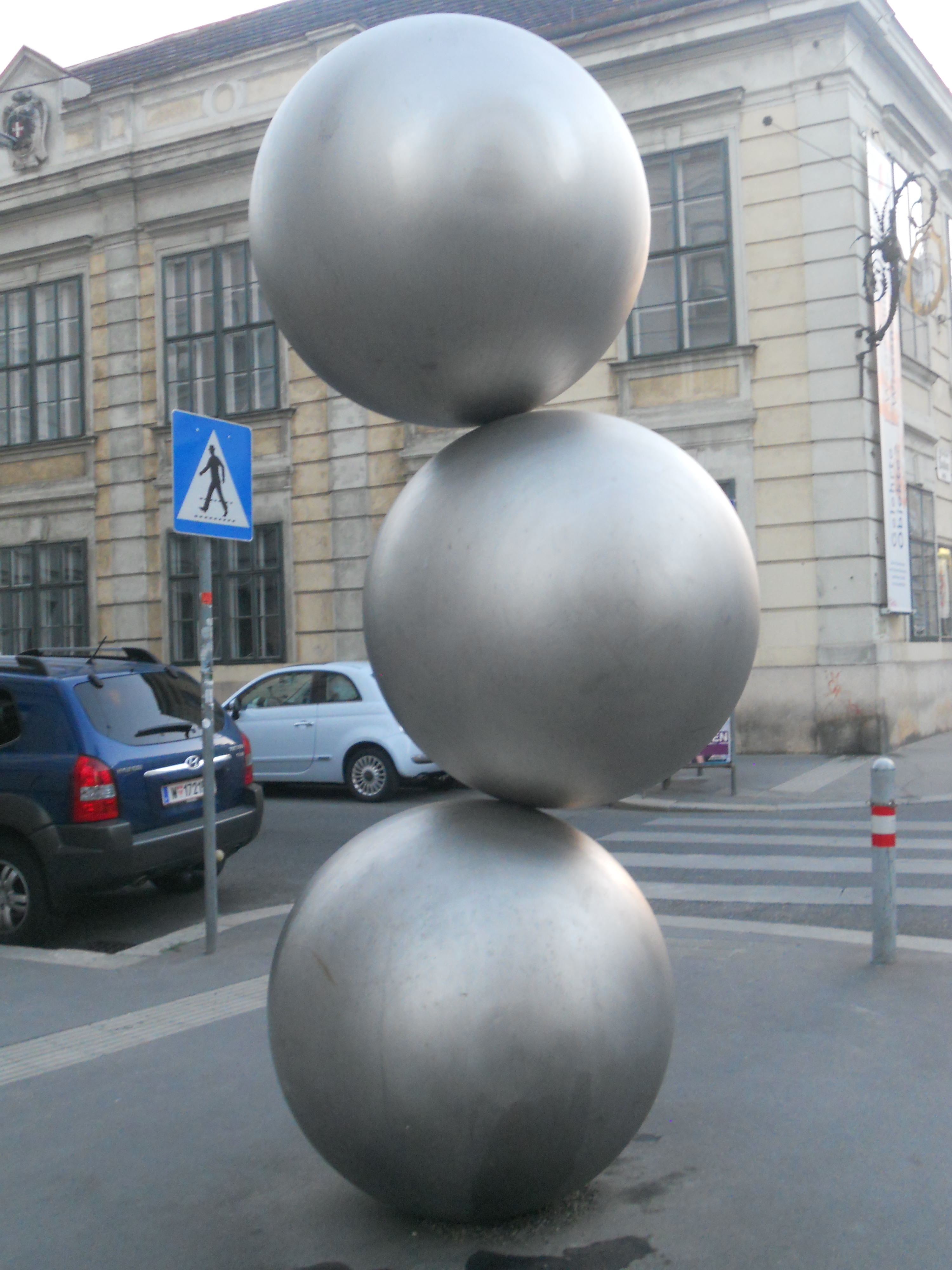
N.I.C. - Nature is cool

- 2009, N.I.C. - nature is cool, Kreuzungsbereich Langegasse – Laudongasse, 1080 Wien[22]

- Einen Augenblick Zeit
  - 1994–2009 Südbahnhof Wien

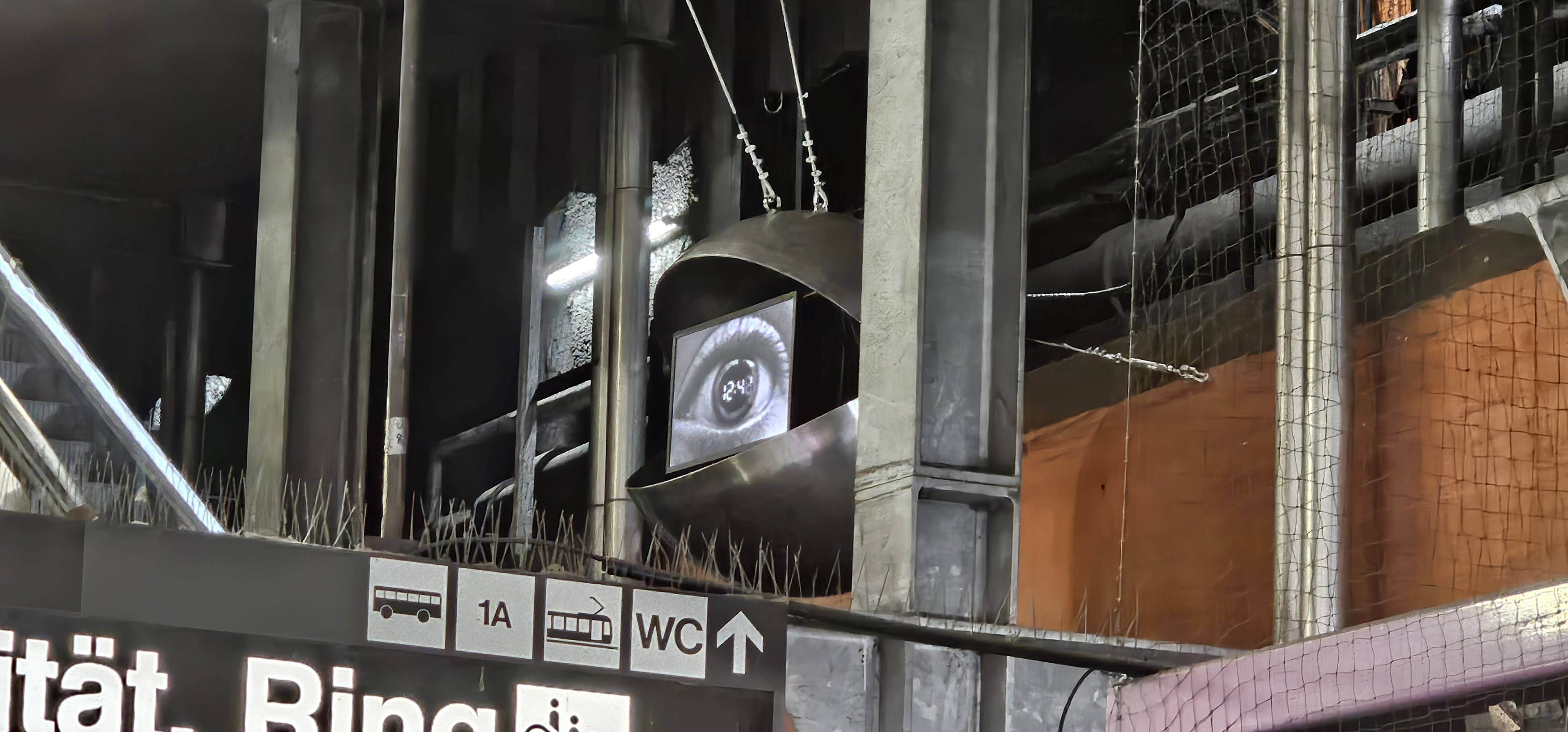
Die Installation Einen Augenblick Zeit in der U-Bahn-Station Schottentor

  - 2009–2014 ZKM Zentrum für Kunst und Medientechnologie, Karlsruhe[5]
  - ab Dezember 2024 U-Bahn-Station Schottentor[27]

- 1999–2006, Sunpendulum Time-Eyes:[12]
  - 2006, Sunpendulum Time-Eye of the Marshall Islands, College of the Marshall Islands – RMI, Majuro
  - 2005, Sunpendulum Time-Eye of Tokyo, Kanazawa Institute of Technology, Tokyo
  - 2004, Sunpendulum Time-Eye of Kolkata, Jadavpur University Kolkata, Kolkata
  - 2003, Sunpendulum Time-Eye of Hong Kong, Hong Kong University of Science & Technology, Hong Kong
  - 2002, Sunpendulum Time-Eye of Dubai, Zayed University Dubai – United Arab Emirates, Dubai
  - 2001, Sunpendulum Time-Eye of the Azores, Universidade dos Acores – Portugal, Angra do Heroismo
  - 2000, Sunpendulum Time-Eye of Ensenada, Universidad de Baja California – Mexico, Ensenada
  - 2000, Sunpendulum Time-Eye of New Orleans, University of New Orleans, New Orleans
  - 2000, Sunpendulum Time-Eye of Cairo, Ain Shams University Cairo, Cairo
  - 1999, Sunpendulum Time-Eye of Granada, Universidad de Granada – Spain, Granada
  - 1999, Sunpendulum Time-Eye of Bermuda, Bermuda Underwater Exploration Institute, Bermuda
  - 1999, Sunpendulum Time-Eye of Hawaii, Maui High Performance Computing Center, Maui / Hawaii
- 1993, Planet der Pendler mit den 3 Zeitmonden, U- und S-Bahnhof „Landstraße – Wien-Mitte“, Wien[4]

### Internationale Medienkunstprojekte (Auswahl)
- seit 1997 Sunpendulum[11]
  - 2004 c light pendula[28], www-client
  - 2002 facing time eyes[29], www-client
- seit 1995 moving moments
- seit 1996 www-residence – datapool of moments in cooperation with Ars Electronica Center Linz[30]

### Ausstellungen (Auswahl)
- 2015, BAUHAUS, Dessau-Roßlau | Künstlerhaus Wien
- 2014, Sharjah Art Museum (solo), Sharjah – Vereinigte Arabische Emirate | DAK'ART OFF – Biennale Dakar, Senegal
- 2013, electric parade – Galerie Freihausgasse, Villach | St John’s College Oxford, UK
- 2011, Universalmuseum Joanneum | KroArt Contemporary, Wien
- 2010, Galerie Konzett, Wien (solo); MAK – Museum für Angewandte | Zeitgenössische Kunst, Wien
- 2009, La Biennale di Venezia, Détournement Venise | ZKM – Medienmuseum Karlsruhe
- 2008, Biennale Sevilla, CAAC / Museum of Modern Art | Künstlerhaus Wien | Musée d‘art contemporain CAPC Bordeaux
- 2007, MAK-CAT Flakturm Arenbergpark Wien | Forum Experimenteller Architektur – MQ Wien | TENT Witte de With Museum, IFFR Rotterdam | Moscow Museum of Modern Art
- 2006, Kunsthaus Graz Medienkunstlabor | ZKM – Museum für Zeitgenössische Kunst, Karlsruhe
- 2005, KIT – Future Design Institute, Tokyo (solo) | XI. Triennale India, New Delhi
- 2001, Medienwerkstatt Wien
- 1999, Echoraum, Wien (solo)
- 1996, Kunsthalle Wien | Universität Klagenfurt | Architekturzentrum Zagreb
- 1992, Haus Wittgenstein Wien | Palais Thurn & Taxis Bregenz
- 1990, Messegelände Hannover | Austria Center Vienna
- 1983, Universität Innsbruck

### Events (Auswahl)
- 2015 On the Event Horizon of Order: Wolfgang Pauli Lecture @ ARTEMATICA 2015, Wien[31]
- 2015 Masterclass CHAOS & ORDER @ Punto Y Raya Academy, Madrid[32]
- 2015 ELEOSONORE – Ouvertüre @ Carving the Sound Space – Technische Universität Wien, Kuppelsaal[33]
- 2012 Uraufführung ZART – NOW – HERE @ ZKM Kubus, Karlsruhe[34]
- 2011 CD-Buch Präsentation ZART una cantata moebius, Kiesler Stiftung Wien[35]
- 2008 Uraufführung ZART una cantata moebius, Kiesler Stiftung Wien[36]
- 2006 time no time – XXLux – Medienkunstlabor Kunsthaus Graz[37]
- 2001 Sunpendulum Half Time – MAK nite Wien[38]
- 1997 Luminers Call – Date 1 – European Cultural Month Ljubljana[39]
- 1995 Changing Messages Parallel Crossover – TRANSIT / Kunstradio, ORF-Studio Innsbruck[40]
- 1994 Mreza / Netz – a telephone concert – Stadt Raum Remise Wien[7]

### Videographie Parallel Media – aka Barbara Doser und Hofstetter Kurt (Auswahl)
Aufführungen in mehr als 40 Ländern / Katalogpublikationen
- 2011 nowhere, 32 min
- 2011 Ada, 7 min
- 2010 zart_B, 7 min
- 2007 dream’sdreams, 13 min
- 2006 ORDER-RE-ORDER, 7 min
- 2006 time no time, 60 min
- 2005 You breathe life into my bosom. Oleander, 10 min
- 2003 The Sunpendulum by Hofstetter Kurt, 15 min
- 2002 facing time. parallel in an orbit, 12:12 min
- 2001 runtime one, 4:40 min
- 1997 Luminers Call, 27:15 min
- 1995 crossover, 7:15 min
- 1993 Planet der Pendler mit den drei Zeitmonden, 12:00 min

### Akusmatische Musikkompositionen (Auswahl)
- 2013 ELEOSONORE – Ouvertüre, 6:15 min
- 2011 nowhere, 34:12 min
- 2008 ZART – una cantata möbius, 34:12 min
- 2007 dream'sdreams, 13 min
- 2002 belgrade-cafke-moebius-memory-1, sarajevo-moebius-loops, für radiotopia Ars Electronica 2002
- 1997 Luminers call, 27:15 min
- 1995 crossover, 7:15 min
- 1995 frame: sound „frame 04199401.0-4, project alpha“, 80 min, zusammen mit Norbert Math
- 1994 'message to belgrade', 2:16 min
- 1991 'planet of time', 1 min
- 1989 'Konzert für Kleiderhaken', 6:08 min
- 1987 'yumacowimi', 1 min
- 1976 'Allee – base cut' – Komposition für Zwei Gitarren

### Wissenschaftliche Publikationen
Proceedings of the Steklov Institute of Mathematics ISSN 0081-5438:
- 2015, D. Frettlöh, K. Hofstetter: Inductive Rotation Tilings, Vol. 288, pp. 247–258. doi:10.1134/S0081543815010198

Forum Geometricorum ISSN 1534-1178
- 2008, A simple compass-only construction of the regular pentagon[42]
- 2008, A simple ruler and rusty compass construction of the regular pentagon[43]
- 2006, A 4-step construction of the golden ratio[44]
- 2005, Division of a Segment in the Golden Section with Ruler and Rusty Compass[45]
- 2004, Another 5-step Division of a Segment in the Golden Section[46]
- 2003, A 5-step Division of a Segment in the Golden Section[47]
- 2002, A simple construction of the Golden Section[48]

Crux Mathematicorum ISSN 1496-4309 (print ISSN 1706-8142)
- 2006, An Efficient Construction Of The Golden Section[49]

## Auszeichnungen / Patent
- 2020: Österreichischer Kunstpreis für Medienkunst[50]
- 2015: Outstanding Artist Award | Interdisziplinarität – Staatspreis der Republik Österreich für das Projekt Am Ereignishorizont der Ordnung – Neue Irrationale Muster
- 1996: Brunel Award Commendation – Kopenhagen – Internationale Auszeichnung für die Installation Planet der Pendler mit den drei Zeitmonden
- 1993: Patent der Republik Österreich für das „Hofstetter Pendel Uhrwerk“. Patent Nr.: AT 396040 B

## Buchprojekte
- 2011, CD-Buch: Hofstetter Kurt, ZART una cantata moebius,[51] Hg: Kiesler Stiftung Wien, Verein Zwei Kongruent Null, Ed: Verlag TRITON ISBN 978-84-938482-0-0
- 2006, DVD-Buch: time no time, 60 min, Hg: Verein Zwei Kongruent Null (ed.).
- 2004, Einen Augenblick Zeit – Parallaxe.[52] Hg: Verein Zwei Kongruent Null, Ed: Verlag Edition Selene Wien ISBN 3-85266-262-1

## Symposien / Workshops / Vorträge
seit 1999 Vorträge zu den Themen ‘Method-Perception-Vision’, Sunpendulum – project, Art in public space, moebius in terms of time & sound, moving moments in Wien, Tokyo, Dubai, New Orleans u. a.

## Presse
- APA – Austria Presse Agentur: „Augen“ am Südbahnhof kommen ins ZKM. In: Der Standard online, 9. März 2009
- Wien: Wahrzeichen des Südbahnhofs demontiert. In: Die Presse online, 9. März 2009
- Claudia Aigner: I bin’s: der Rock’n’Roll. In: Wiener Zeitung online, 18. Februar 2009